# الألقاب الكنسية الإثيوبية
الألقاب الكنسية الإثيوبية تميز درجات الإكليروس في كنيسة التوحيد الأرثوذكسية الإثيوبية. وكلهم يخضعون لبطريرك وكاثوليكوس الكنيسة.

## الألقاب
تشمل الألقاب الكنسية الإثيوبية ما يلي:
- البطريرك - هو الأول بين رؤساء الأساقفة، [1] أي كاثوليكوس. منذ عام 1959، أصبح لقب رئيس الكنيسة الأرثوذكسية الإثيوبية هو «بطريرك وكاثوليكوس إثيوبيا». تم تنصيب البطريرك الأول، أبونا باسيليوس، بيد البابا القبطي الأرثوذكسي كيرلس السادس في عام 1959، وبالتالي فإن بطاركة إثيوبيا هم جزء من الخلافة الرسولية للكرسي الرسولي لمارمرقس. البطريركية الإثيوبية هي مجموع البطاركة (أبونا) ورؤساء دير ديبري ليبانوس. في عام 2001، تمت إضافة لقب رئيس أساقفة أكسوم إلى ألقاب البطريرك بعد صارت أكسوم مطرانية بموافقة المجمع المقدس.
- أبونا - رئيس أساقفة الكنيسة الإثيوبية الأرثوذكسية. من القرن الرابع حتى منتصف القرن العشرين، كان مطرانًا قبطيًا يعينه بابا الإسكندرية قائدًا روحيا لأثيوبيا.[2] وبمرور الوقت، تم تقليص سلطة أبونا وصار مجرد شخصية صوريّة إلى حد كبير لأنه لا يتحدث اللغة الجعزية أو الأمهرية. في عام 1948، قام البابا القبطي الأرثوذكسي يوساب الثاني بناءً على طلب من الإمبراطور هيلا سيلاسي الأول، بتعيين أبونا ورئيس دير ديبري ليبانوس كأول رئيس أساقفة إثيوبي المولد، أبونا باسيليوس. البابا القبطي الأرثوذكسي، كيرلس السادس، رسم أبونا باسيليوس برتبة بطريرك في عام 1959، فصارت الكنيسة الإثيوبية واحدة من الكنائس الأرثوذكسية المشرقية المستقلة. يحمل لقب أبونا الآن جميع رؤساء الأساقفة في كنيسة التوحيد الأرثوذكسية الإثيوبية.
- ايشجي - رئيس دير ديبري ليبانوس، وهو ثاني أعلى درجة كنسية في الكنيسة الإثيوبية، وكان غالبًا الرئيس هو الفعلي للكنيسة.[3] تصف مارغاري بيرهام المنصب بأنه منصب قائم مقام البطريرك.[4] ابتداء من منتصف القرن السابع عشر، عاش رئيس الدير في قوندر حيث كانت هي عاصمة الحبشة في ذلك الوقت. وانتقل رئيس الدير الي ديبري تابور وميكيلي وأديس أبابا (عاصمة أثيوبيا الحالية).
- سبت - مدبر دير ديبري ليبانوس ونائب رئيس الدير.
- قابي سات - قس الإمبراطور، وهو ثالث أعلى درجة كنسية في الكنيسة الإثيوبية. في الماضي كان هذا المنصب يشغله رئيس رؤساء دير اسطفانوس في لاك حايك. أقدم رئيس للدير مُسجَّل كقس للإمبراطور هو زا إياسوس في عهد أمدا سيون الأول. لم يعد وجود لهذا اللقب الآن في الكنيسة الأثيوبية. [3]
- قمص - الذي يهتم بتابوت العهد.[5]
- ليكي سيلتانات - مُنح في الأصل فقط لعميد كاتدرائية الثالوث القدوس في أديس أبابا، ولكنه يُمنح اليوم لعمداء معظم الكاتدرائيات الإثيوبية.
- ليكي ليكاوينت - رئيس رجال الدين (الأكليروس) في هذه المقاطعة.[6] مُنح هذا اللقب لعميد ورئيس دير باتلمريم، وهو كنيسة الضريح الواقعة على أراضي القصر الإمبراطوري في أديس أبابا، حيث دُفن الإمبراطور منليك الثاني والإمبراطورة زوديتو.
- قس - كاهن. يصلي صلوات القداس
- ليكي دياكون - رئيس الشمامسة.[7]
- دياكون - شماس. في المسيحية الاثيوبية يتطلب وجود ثلاثة شمامسة واثنين من الكهنة لأقامة صلوات قداس. [7]